# 洛城法網
《洛城法網》（英語：L.A. Law）是一部於1986年9月15日至1994年5月19日在美國國家廣播公司電視網播出的法律劇。該劇反映了20世紀80年代到90年代初期美國社會文化和意識形態上的衝撞，劇中將這些衝突，例如：墮胎、種族主義、同性戀權利、同性戀恐懼症、性騷擾、愛滋病和家庭暴力等熱門問題反映到劇中的案件上。同時劇中也反映了律師樓裡高薪的資深律師與初級員工在薪酬問題上的對抗。本劇由史蒂芬·布奇柯和特里·路易斯·費舍爾製作，故而帶上了一系列“布奇柯式”的標籤，例如：大量的平行劇情、社交戲碼和“打破第四牆”的幽默。

## 故事背景
本劇講述的是一家位於洛杉磯市律師事務所的故事，以該事務所裡的律師和他們的團隊故事為主線情節。

## 故事反響
《洛城法網》播出之後，在全美掀起了一股申請法學院的風潮。

## 外部連結
- 互联网电影数据库（IMDb）上《洛城法網》的资料（英文）
- epguides.com上《洛城法網》的資料
- 洛城法網 （页面存档备份，存于）在豆瓣網（简体中文）
- 洛城法網 （页面存档备份，存于）在時光網（简体中文）